# Studens

Studens va ser una publicació mensual acadèmica editada a Igualada l'any 1936.

## Descripció
Portava el subtítol «Órgano oficial del Instituto “Garcia Fossas”», en el primer número. En els altres dos, «Portavoz del Instituto “Garcia Fossas”»
L'editava l'Institut de Batxillerat Garcia Fossas i l'imprimia Nicolau Poncell. Tenia setze pàgines, comptant la coberta, i un format de 21,5 x 15 cm. El primer número va sortir el mes de març de 1936 i el tercer i últim, el maig del mateix any.

## Continguts
A l'article de presentació, el director de l'institut escrivia: «¿Qué es una revista escolar? Es el producto d'una coordinación d'esfuerzos diversos para dar a luz una serie d'ideas; és el nombramiento d'un Cuerpo de Redacción con plena responsabilidad directiva; és la selección de las obras del ingenio escolar con un caràcter crítico; és la resolución de problemas financieros, que lleva anexa toda obra humana, no por pequeños menos a destacar, es ponerse frente a la realidad en asuntos artísticos, tipográficos, fotográficos...».
Era una publicació confeccionada pels alumnes de l'Institut, que en el primer número feia una relació dels noms dels membres de la redacció, fet inhabitual en les publicacions igualadines ja que en la seva majoria no hi consta ni el director. El primer article estava escrit per un professor i la resta de la revista la feien els alumnes.
El director era Ricard Bernat, el subdirector R. Ribera, el redactor en cap Josep M. Munné i alguns d'altres redactors van ser: Tomàs Morató, Joan Singla, Joan Morera, Rosa Viguera i Celdoni Martí.

## Localització
- Biblioteca Central d'Igualada. Plaça de Cal Font. Igualada (col·lecció completa).